# Vahakõnnu
Vahakõnnu – wieś w Estonii, prowincji Rapla, w gminie Raikküla.